# Torpedo-Wiktorija Niżny Nowogród
Torpedo-Wiktorija Niżny Nowogród (ros. Футбольный клуб «Торпедо-Виктория» Нижний Новгород, Futbolnyj Kłub "Torpiedo-Wiktorija" Niżnij Nowgorod) – rosyjski klub piłkarski z siedzibą w Niżnym Nowogrodzie.

## Historia
Chronologia nazw:
- 1932—1935: GAZ Gorki (ros. «ГАЗ» Горький)
- 1936: Awtozawod im. Mołotowa Gorki (ros. «Автозавод им. Молотова» Горький)
- 1937—1961: Torpedo Gorki (ros. «Торпедо» Горький)
- 1962: Czajka Gorki (ros. «Чайка» Горький)
- 1972—1990: Torpedo Gorki (ros. «Торпедо» Горький)
- 1990—1996: Torpedo Niżny Nowogród (ros. «Торпедо» Нижний Новгород)
- 1996—2003: Torpedo-Wiktorija Niżny Nowogród (ros. «Торпедо-Виктория» Нижний Новгород)

Drużyna piłkarska GAZ Gorki została założona w 1932 i reprezentowała GAZ (Gorkowski Automobilowy Zakład im. Mołotowa). W 1936 jako Awtozawod im. Mołotowa Gorki debiutował w Grupie G Mistrzostw ZSRR oraz w rozgrywkach Pucharu ZSRR. Od 1937 nazywał się Torpedo Gorki. W 1939 awansował do Grupy B, a w 1951 i 1954 występował w Klasie A. W 1963 połączył się z klubem Rakieta Gorki, w wyniku czego powstał nowy klub Wołga Gorki, który zajął 2 miejsce i awansował do Klasy A.
Dopiero w 1972 pojawiła się informacja, że drużyna amatorska Torpedo Gorki uczestniczyła w rozgrywkach o mistrzostwo obwodu gorkowskiego, w których zajęła trzecie miejsce. W 1989 zdobył wicemistrzostwo obwodu, a po zmianie nazwy miasta w 1990 zmieniła się również nazwa klubu Torpedo Niżny Nowogród. W 1995 i 1996 klub został mistrzem obwodu. W 1997 jako Torpedo-Wiktorija Niżny Nowogród debiutował w rosyjskiej trzeciej lidze, z której awansował do rosyjskiej drugiej dywizji. Zajął pierwsze miejsce w strefie nadwołżańskiej i w 1999 debiutował w rosyjskiej pierwszej dywizji. Jednak zajął 19 miejsce z 22 i powrócił do drugiej dywizji. W 2001 zajął przedostatnie 17 miejsce i pożegnał się z rozgrywkami profesjonalnymi. Potem występował w rozgrywkach lokalnych.
W 2003 został rozformowany.

## Sukcesy
- 13 miejsce w Pierwszej Grupie ZSRR: 1954
- 1/8 finału Pucharu ZSRR: 1944, 1951, 1957
- 19 miejsce w Pierwszej Dywizji: 1999
- 1/32 finału Pucharu Rosji: 2000